# Maan (provins)
Maan (arabiska: معان, Ma'ān), formellt Muhafazat Maan (محافظة معان) är en av Jordaniens tolv provinser (muhafaza). Den administrativa huvudorten är Maan. Provinsen gränsar mot provinserna Aqaba, at-Tafila, al-Karak och Huvudstadsprovinsen samt mot Saudiarabien. 
Provinsen hade 94 253 invånare år 2004 och en yta på 33 163 km². 
Världsarvet Petra ligger i provinsen. 

## Administrativ indelning
Provinsen är indelad i fyra distrikt (liwa):
- al-Batra (Petra)
- al-Husayniyya
- ash-Shubak
- Qasabat Maan

## Externa länkar

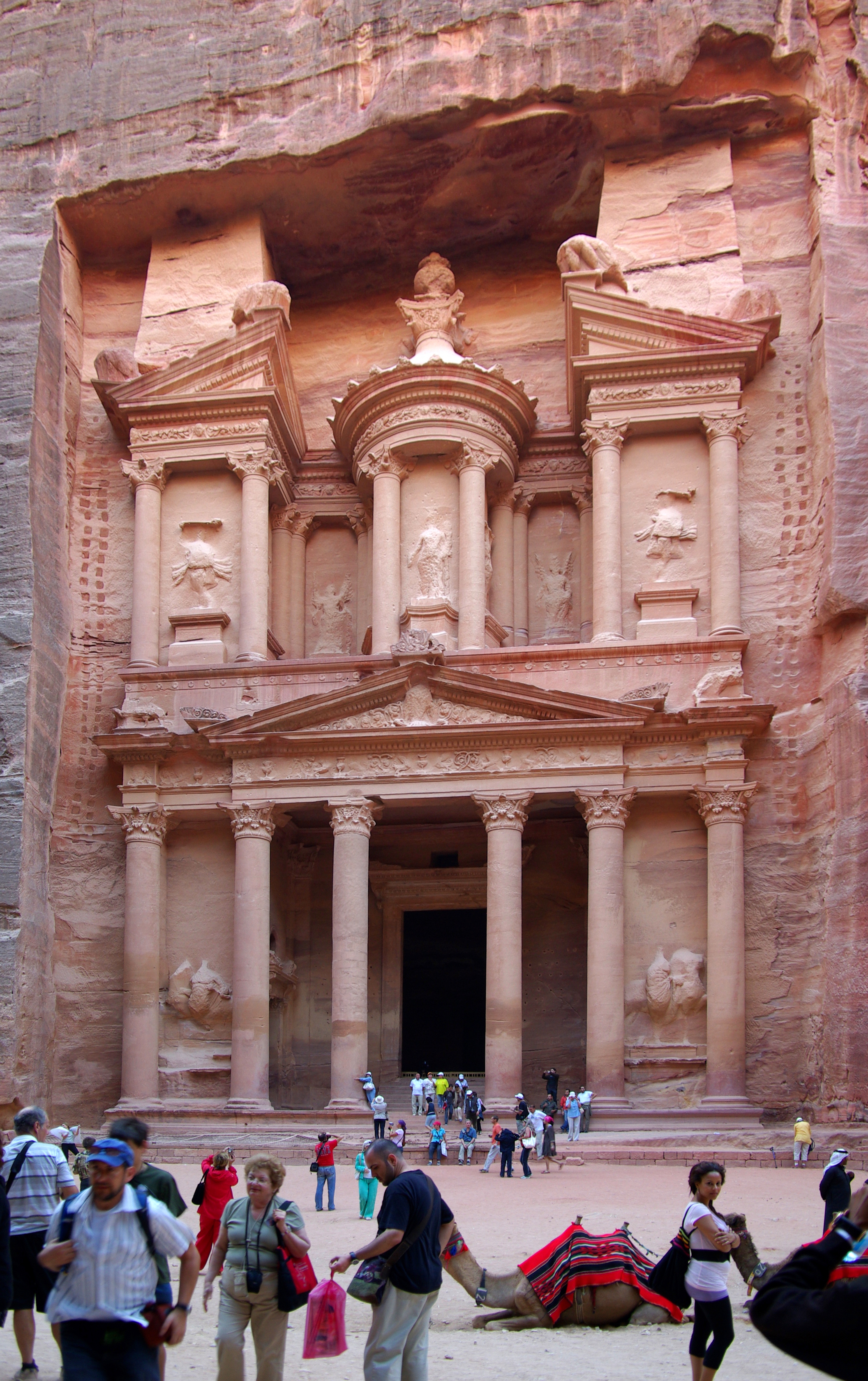
Världsarvet Petra